# Castillo de Riga
El castillo de Riga (en letón: Rīgas pils) se encuentra en las orillas del río Daugava en la ciudad de Riga, la capital de Letonia. Fue construido por los Caballeros de la Espada en 1330 como una fortaleza para proteger a la parte norte de la ciudad. Fue fortificado y reformado en 1497 y 1515, hasta que los suecos ocuparon y lo destruyen parcialmente en 1641 durante la Guerra del Norte. Fue reconstruido otra vez en el siglo XVII y una vez más en el siglo XIX cuando se convirtió en la sede del gobernador de Riga. Fue restaurada en 1930 por Eižens Laube para servir como la primera Casa de Gobierno, luego como la residencia del presidente de la República de Letonia en 1938, uso que continúa en la actualidad.

## Historia

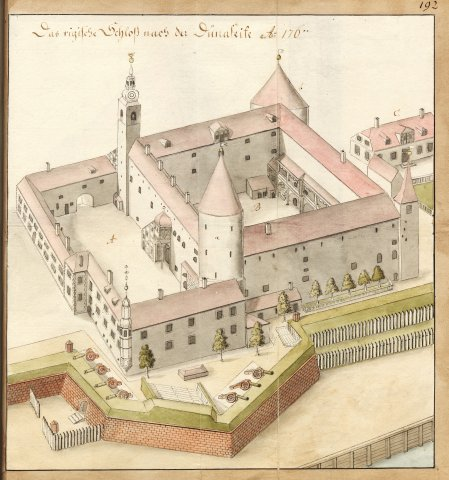
Dibujo del castillo en 1600.

El castillo se construyó sobre un tratado entre Riga y la Orden Livonia, ya que en el siglo XIII los rigueses se habían rebelado contra la Orden y habían demolido su castillo original del centro de la ciudad. Debido a este conflicto la Orden decidió construir un nuevo castillo a extramuros de la ciudad en vez de reconstruir la fortaleza original. El lugar escogido fue el convento del Santo Espíritu, que a su vez se trasladó al lugar del antiguo castillo. Una vez construido, se convirtió en la residencia del maestre de la Orden Livonia, aunque los continuos conflictos con los rigueses llevaron a trasladar la residencia al castillo de Cēsis, antes de que fuera destruido por los ciudadanos en 1484. Los rigueses finalmente perdieron la contienda y fueron forzados a reconstruir el castillo, cuyas obras concluyeron en 1515. Tras el Tratado de Vilna, la Orden dejó de existir en 1561 y el castillo pasó a manos de Lituania en 1569. En 1621 Riga cayó bajo el Imperio sueco y el castillo estuvo bajo administración sueca.
Tras la conquista de la ciudad por el Imperio ruso a comienzos del siglo XVIII, el castillo albergó la administración y las cortes de la gobernación de Riga, que incluía a la mayoría de Letonia y Estonia, y sirvió como residencia del gobernador general. Tras la ocupación por la Unión Soviética se utilizó como sede del Consejo de Comisarios del Pueblo de la República Socialista Soviética de Letonia, función que cumplió hasta 1941. Ese mismo año la Organización de Pioneros Vladímir Lenin se trasladó a la parte septentrional del castillo, por lo que comenzó a llamarse el castillo de los Pioneros. Tras la independencia de Letonia, la parte septentrional del castillo de utiliza como residencia del presidente de Letonia, mientras que la zona meridional alberga varios museos.
El castillo se distingue por su torre amarilla fortificada, el único elemento del antiguo castillo feudal que aún se mantiene intacta. Desde 1995, el castillo alberga la oficina del Presidente de la República. También alberga la oficina del jefe de Estado, así como apartamentos privados. Se utiliza para recibir a los invitados extranjeros.

## Arquitectura

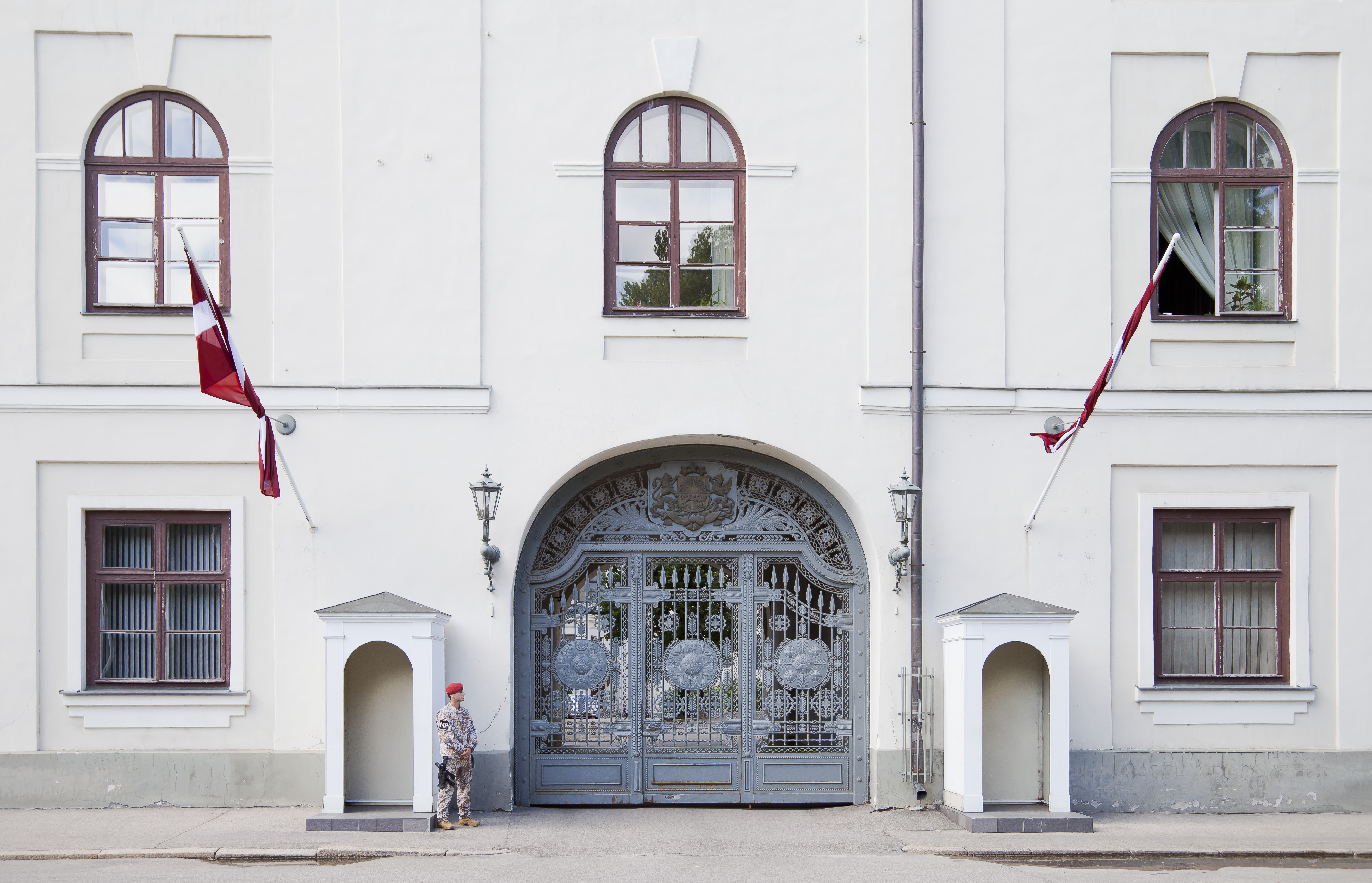
Fachada.

El castillo original tenía tres plantas que cerraban un patio rectangular y tenía cuatro torres rectangulares en sus esquinas. Tras la destrucción del castillo en 1484, se reconstruyó reemplazando dos torres rectangulares por otras circulares tal y como marcaban los últimos avances en arquitectura militar. El castillo experimentó un gran avance durante el siglo XVII, ya que se encontraba en obras continuamente. En 1682 se anexó el arsenal al castillo, aunque fue destruido un siglo más tarde y en su lugar se construyó una vivienda en 1783.

## Incendio de 2013
Desde diciembre de 2012 se estaba reconstruyendo el castillo de Riga; unas horas después de que los obreros salieran de trabajar el 20 de junio de 2013, a las 22:21 se inició un incendio en el castillo. Después de medianoche, las autoridades declararon que el fuego alcanzó el nivel más alto, y fue visto a través del río Daugava. Al día siguiente el servicio de emergencias estimó que se habían destruido 3.200 metros cuadrados del castillo: 2.400 metros cuadrados del tejado y el ático, 600 de la cuarta planta y 200 metros de la tercera planta. El Salón Rojo se quemó casi completamente, mientras que el Salón Blanco fue gravemente 
dañado. También se dañaron en menor medida la parte más sólida del castillo, que alberga la cancillería del presidente y el Museo de Arte Lituano, con la excepción del Museo de Historia Nacional. El castillo de Riga está asegurado con 27,3 millones de litas lituanas.